# Беатрис д'Авен
Беатрис д'Авен (на френски: Béatrice d’Avesnes, на немски: Beatrix von Avesnes; † 1 март 1321) е графиня на Люксембург (1281 – 1288).

## Живот
Дъщеря е на Балдуин д'Авен (1219 – 1295), господар на Бомон в Белгия и хронист, и втората му съпруга Фелицита дьо Куси († 1307). По бащина линия тя е внучка на Буркхард от Авен и Маргарета II Фландърска, графиня на Фландрия и Хенегау.
Беатрис се омъжва през 1261 г. за граф Хайнрих VI от Люксембург (1240 – 1288). Тя му донася зестра множество владения в Хенегау.
След смъртта на нейния съпруг Беатрис е регентка на Люксембург от 1288 до 1295 г. от името на нейния син Хайнрих VII.

## Деца
Беатрис и Хайнрих имат децата:
- Хайнрих VII (1274 – 1313), граф на Люксембург, римско-немски крал (1308 – 1312), от 1312 г. император на Свещената Римска империя
- Балдуин (1285 – 1354), курфюрст и архиепископ на Трир (1307 – 1354)
- Магарета († 14 февруари 1337), монахиня в Лил от 1294, абатиса на Мариентал от 1301/1314
- Фелицита († 6 октомври 1336) ∞ 1298 Йохан от Льовен
- Валрам (* 1280, † 21 юли 1311 при обсадата на Бреша)